# Fibrocyt
Fibrocyt – komórka tkanki łącznej występująca jako zredukowana forma fibroblastu o mniejszej sprawności metabolicznej. Fibrocyty mają wydłużone jądra komórkowe ze zbitą chromatyną oraz kwasochłonną cytoplazmę. Podobnie jak fibroblasty, są to komórki osiadłe, lecz mające zdolność ruchu. Fibrocyty budują ścięgna, gdzie ułożone jeden za drugim tworzą szeregi Ranviera.